# Cantata dei pastori immobili
Cantata dei pastori immobili è un album di David Riondino e Stefano Bollani in cui sono raccolti testi e musiche dello spettacolo teatrale Presepe vivente, in scena dal 2004. I quattro pastori del presepe protagonisti della storia, raccontano quel poco che sono in grado di sentire, pensare e vedere, immobili e ignare statuine del presepe.

## Tracce
1. Intro – 2:24
2. Io vidi a fine dicembre... – 0:49
3. Il pastore con la pecora – 3:15
4. Si fermò a guardare in alto... – 0:32
5. Il pastore che guarda il cielo – 4:15
6. Pietrificato in ginocchio... – 0:37
7. Duetto d'amore – 4:40
8. Il pastore incomprensibile – 4:17
9. Io lo so che c'è laggiù/Venga il fuoco – 5:11
10. Il pastore incomprensibile reprise – 2:20
11. White Christmas – 2:50
12. Perché siam fermi... – 0:24
13. Con la figura sospesa... – 0:48
14. Il soldato – 4:08
15. Se nel presepe a Forcella... – 0:40
16. Edoardo Agnelli – 2:47
17. La donna col telefono – 2:55
18. Me stoy enamorando – 3:24
19. Il biogenetico – 6:15
20. L'uomo che è sopra la mina... – 0:35
21. Me stoy enamorando reprise – 2:45
22. Non state fermi – 2:54

Durata totale: 58:45